# Посольство Швеции в России
Посольство Швеции в Российской Федерации (швед. Sveriges ambassad i Moskva) расположено в Москве на Мосфильмовской улице, на углу с улицей Улофа Пальме. Это одно из крупнейших дипломатических представительств Швеции в мире.
Генеральное консульство Швеции есть в Санкт-Петербурге.
Индекс автомобильных дипломатических номеров посольства — 073.

## Службы посольства
- Отдел экономики и торговли
- Консульский отдел
- Отдел культуры
- Военный отдел
- Миграционный отдел

## Послы Швеции в Российской Федерации
- Эрьян Бернер (1989—1994)
- Свен Хирдман (1994—2004)
- Юхан Моландер (2004—2008)
- Томас Бертельман (2009—2012)
- Вероника Бард Брингеус (2012—2015)
- Петер Эриксон (2015—2019)
- Малена Мард (2019—2023)
- Карин Улофсдоттер (с 2023)

## Сотрудники посольства за разные годы
- Тубиас Лоренцон — советник-посланник, Заместитель главы миссии, Глава политического отдела в н.в.
- Йоаким (Юаким) Виртанен — третий секретарь Посольства Швеции в России с 1998 по 2000 гг.
- Ян Валл — полковник, Атташе по вопросам обороны, Глава военного отдела в н.в.